# Attack mot polisstation 13
Attack mot polisstation 13 (engelska: Assault on Precinct 13) är en amerikansk film från 1976 i regi av John Carpenter.

## Handling
Av olika anledningar hamnar en grupp människor på en polisstation. Trots motsättningar mellan dem tvingas de samarbeta när stationen blir anfallen av beväpnade män.

## Om filmen
Filmen är inspelad i Los Angeles. Den hade världspremiär i USA den 5 november 1976 och svensk premiär den 14 augusti 1978, åldersgränsen är 15 år. Regissören John Carpenter skrev även musiken, något han gjort till flera av sina filmer, exempelvis Flykten från New York och Alla helgons blodiga natt.
2005 gjordes en moderniserad version av filmen, regisserad av Jean-François Richet.

## Rollista (urval)
- Austin Stoker - Ethan Bishop
- Darwin Joston - Napoleon Wilson
- Laurie Zimmer - Leigh
- Martin West - Lawson
- Tony Burton - Wells
- John Carpenter - gängmedlem (ej krediterad)

### Fotnoter
1. ↑  Assault on Precinct 13 (2005) imdb.com